# Брендан Галлахер
Брендан Галлахер (англ. Brendan Gallagher, нар. 6 травня 1992, Едмонтон) — канадський хокеїст, крайній нападник клубу НХЛ «Монреаль Канадієнс». Гравець збірної команди Канади.

## Ігрова кар'єра
Хокейну кар'єру розпочав 2007 року виступами за юніорську команду «Греат Ванкувер Канадієнс». Влітку 2007 на драфті ЗХЛ був обраний клубом «Ванкувер Джаєнтс». У складі останніх він відіграв чотири сезони.
2010 року був обраний на драфті НХЛ під 147-м загальним номером командою «Монреаль Канадієнс».
Свій перший професійний сезон Брендан відіграв за фарм-клуб «Канадієнс» «Гамільтон Буллдогс» (АХЛ). У скороченому сезоні 2012–13 Брендан дебютував у складі «канадців». Свій перший гол у НХЛ він забив 27 січня 2013 у ворота Мартена Бродера в переможній грі 4–3 проти «Нью-Джерсі Девілс». За підсумками першого сезону Галлахер був номінований на Пам'ятний трофей Колдера але поступився Джонатану Юбердо.
29 листопада 2014 «Канадієнс» домовились з Галлахером про продовження контракту на шість років.
18 вересня 2015 було оголошено, що Галлахер стане одним із віце-капітанів клубу разом з Пі-Кей Суббаном, Томашом Плеканецем та Андрієм Марковим. Під час сезону 2015–16 Брендан зламав два пальці та повернувся до основи команди на Зимову класику НХЛ 2016.
Наступного сезону Брендан також травмував руку та вибув з гри на вісім тижнів.
У сезоні 2017–18 канадець грав в одній ланці з чехом Томашом Плеканецем. По закінченню сезону Галлахер був номінований на Приз Кінга Кленсі.
У сезоні 2018-19 Галлахер знову став віце-капітаном разом з Полом Байроном. 21 лютого 2019 Брендан став автором першого хет-трику в переможній грі 5-1 над «Філадельфія Флайєрз». 30 жовтня 2019 провів свій 500-й матч в НХЛ у матчі проти «Аризона Койотс».
14 жовтня 2020 Брендан уклав новий шестирічний контракт на $39 мільйонів доларів з «Монреаль Канадієнс».
Був гравцем молодіжної збірної Канади, у складі якої брав участь у 12 іграх. У складі національної збірної команди Канади чемпіон світу 2016 року.

## Нагороди та досягнення
- Молодіжна команда всіх зірок НХЛ — 2013.
- Чемпіон світу — 2016.

## Статистика

### Клубні виступи
| Сезон        | Клуб                       | Ліга         | Регулярний сезон | Регулярний сезон | Регулярний сезон | Регулярний сезон | Регулярний сезон | Плей-оф | Плей-оф | Плей-оф | Плей-оф | Плей-оф |
| Сезон        | Клуб                       | Ліга         | І                | Г                | П                | О                | ШХ               | І       | Г       | П       | О       | ШХ      |
| ------------ | -------------------------- | ------------ | ---------------- | ---------------- | ---------------- | ---------------- | ---------------- | ------- | ------- | ------- | ------- | ------- |
| 2007–08      | «Греат Ванкувер Канадієнс» | БКМХЛ        | 39               | 23               | 33               | 56               | 66               | 2       | 0       | 1       | 1       | 0       |
| 2008–09      | «Ванкувер Джаєнтс»         | ЗХЛ          | 52               | 10               | 21               | 31               | 61               | 16      | 1       | 2       | 3       | 10      |
| 2009–10      | «Ванкувер Джаєнтс»         | ЗХЛ          | 72               | 41               | 40               | 81               | 111              | 16      | 11      | 10      | 21      | 14      |
| 2010–11      | «Ванкувер Джаєнтс»         | ЗХЛ          | 66               | 44               | 47               | 91               | 108              | 4       | 2       | 0       | 2       | 16      |
| 2011–12      | «Ванкувер Джаєнтс»         | ЗХЛ          | 54               | 41               | 36               | 77               | 79               | 6       | 5       | 5       | 10      | 16      |
| 2012–13      | «Гамільтон Буллдогс»       | АХЛ          | 36               | 10               | 10               | 20               | 61               | —       | —       | —       | —       | —       |
| 2012–13      | «Монреаль Канадієнс»       | НХЛ          | 44               | 15               | 13               | 28               | 33               | 5       | 2       | 0       | 2       | 5       |
| 2013–14      | «Монреаль Канадієнс»       | НХЛ          | 81               | 19               | 22               | 41               | 73               | 17      | 4       | 7       | 11      | 6       |
| 2014–15      | «Монреаль Канадієнс»       | НХЛ          | 82               | 24               | 23               | 47               | 31               | 12      | 3       | 2       | 5       | 0       |
| 2015–16      | «Монреаль Канадієнс»       | НХЛ          | 53               | 19               | 21               | 40               | 24               | —       | —       | —       | —       | —       |
| 2016–17      | «Монреаль Канадієнс»       | НХЛ          | 64               | 10               | 19               | 29               | 39               | 6       | 1       | 2       | 3       | 8       |
| 2017–18      | «Монреаль Канадієнс»       | НХЛ          | 82               | 31               | 23               | 54               | 34               | —       | —       | —       | —       | —       |
| 2018–19      | «Монреаль Канадієнс»       | НХЛ          | 82               | 33               | 19               | 52               | 49               | —       | —       | —       | —       | —       |
| 2019–20      | «Монреаль Канадієнс»       | НХЛ          | 59               | 22               | 21               | 43               | 29               | 9       | 1       | 3       | 4       | 2       |
| 2020–21      | «Монреаль Канадієнс»       | НХЛ          | 35               | 14               | 9                | 23               | 16               | 22      | 2       | 4       | 6       | 4       |
| 2020–21      | «Лаваль Рокет»             | АХЛ          | 1                | 0                | 0                | 0                | 4                | —       | —       | —       | —       | —       |
| 2021–22      | «Монреаль Канадієнс»       | НХЛ          | 56               | 7                | 17               | 24               | 69               | —       | —       | —       | —       | —       |
| 2022–23      | «Монреаль Канадієнс»       | НХЛ          | 37               | 8                | 6                | 14               | 45               | —       | —       | —       | —       | —       |
| 2023–24      | «Монреаль Канадієнс»       | НХЛ          | 77               | 16               | 15               | 31               | 74               | —       | —       | —       | —       | —       |
| Усього в НХЛ | Усього в НХЛ               | Усього в НХЛ | 752              | 218              | 208              | 426              | 516              | 71      | 13      | 18      | 31      | 25      |

### Збірна
| Рік                | Команда            | Турнір             | Місце              | І  | Г | П | О  | ШХ |
| ------------------ | ------------------ | ------------------ | ------------------ | -- | - | - | -- | -- |
| 2009               | Канада Пасифік     | U17                | 2                  | 6  | 2 | 3 | 5  | 12 |
| 2012               | Канада             | МЧС                | 3                  | 6  | 3 | 3 | 6  | 12 |
| 2016               | Канада             | ЧС                 | 1                  | 10 | 2 | 3 | 5  | 12 |
| Молодіжна збірна   | Молодіжна збірна   | Молодіжна збірна   | Молодіжна збірна   | 12 | 5 | 6 | 11 | 24 |
| Національна збірна | Національна збірна | Національна збірна | Національна збірна | 10 | 2 | 3 | 5  | 12 |